# Krymskaja (metrostation)
Krymskaja  (Russisch: Крымская ) is een toekomstig metrostation aan de Troitskaja-lijn in Moskou op de grens van de districten Nagorni en Donskoi in de okroeg zuid en Kotlovka in de okroeg zuidwest. 

## Geschiedenis
Het station is in het investeringsprogramma van de stad Moskou opgenomen als onderdeel van het 6,5 km lange metrotraject tussen Krymskaja en Novatorskaja met de tussenstations Vavilovskaja en Akademitsjeskaja. Dit traject is het noordelijke deel van de Kommoenarka-radius die in 2012  werd gepland, waarin het station als Sevastopolski prospekt was opgenomen als noordelijk eindpunt.   In 2016  werd een koppeling van de Kommoenarka-radius aan de Nekrasovskaja-lijn voorgesteld en als eerste stap werd ZiL als nieuw noordelijk eindpunt opgenomen. Op  20 juli 2021 werd de naam  van de lijn gewijzigd in Troitskaja-lijn  en kreeg het station de naam Krymskaja .  De bouw van de verbinding met de  Nekrasovskaja-lijn zou in 2021 beginnen en in 2023 worden voltooid, waarmee dan een diametrale lijn gevormd zou worden. In 2024 was van deze verbinding alleen de tunnel onder de Moskva gerealiseerd en hebben de Nekrasovskaja-lijn en Troitskaja-lijn een eigen lijnnummer.  

## Chronologie
- 30 augustus 2022, start van het boren van de rechter tunnelbuis naar ZiL
- 23 september 2022, start van het boren van de linker tunnelbuis naar ZiL

## Vormgeving en inrichting
Het station deelt de bovengrondse toegangen met de Moskouse centrale ringlijn en biedt dan ook een overstap mogelijkheid tussen de centrale ringlijn en de metro. Ondergronds worden het plafond en de kolommen gemaakt van aluminium honingraatpanelen, de muren en vloeren bestaan uit lichtgrijs graniet met donkere inzetstukken. De verlichting boven het perron wordt gerealiseerd met lichtbakken in de vorm van meeuwen waarmee de reizigers, aldus de ontwerpers, aan de kust van de Krim zullen denken en een romantische sfeer wordt opgeroepen. Boven de roltrappen zijn twee composities aangebracht rond het thema De Krim door de tijd heen van de oudheid tot heden. Deze composities van platte grafische elementen hangen voor een achtergrondtekening op de aluminium honingraatpanelen, die op de wanden van de hal zijn aangebracht. De stationshal wordt in dezelfde stijl als de rest uitgevoerd. Het belangrijkste materiaal van de gevels is gepolijst marmer in combinatie met granieten elementen en ingeraamd glas. De bovenste laag wordt bedekt met horizontale aluminium lamellen. 
Naast de gebruikelijke ruimtes wordt het gebouw van het bedienend personeel geïntegreerd in het toegangsgebouw. 